# Тур Сноуи
Тур Сноуи (фр. Tour de Snowy) — шоссейная многодневная велогонка, проходившая по территории Австралии с 1998 по 2002 год.

## История
Гонка была создана в 1998 году по инициативе Боба Карра, премьера штата Новый Южный Уэльс для продвижения региона Снежные горы в качестве летнего направления. На протяжении всей своей истории гонка проводилась в рамках Женского мирового шоссейного календаря UCI.
В январе 2003 году, первоначально спонсируемая Управлением гидроэнергетики Снежных гор и Департаментом спорта и отдыха Нового Южного Уэльса, была прекращена из-за отсутствия спонсорской поддержки. А в середине февраля было объявлено о создании Тура Джелонга который фактически стал её правопреемницей.
Маршрут гонки проходил в районе Снежных гор, расположенных на территории штата Новый Южный Уэльс. Продолжительность сопоставляла 5-6 дней, в течение некоторых из которых могло проводиться по два полуэтапа. Один из этапов мог быть в формате индивидуальной гонки.
Проводилась до или после однодневной гонки Австралиа Ворлд Кап, входившей в календарь Женского мирового шоссейного кубка UCI.

## Призёры
| Год  | Победитель       | Второй             | Третий          |
| ---- | ---------------- | ------------------ | --------------- |
| 1998 | Деде Барри       | Анна Уилсон        | Жанни Лонго     |
| 1999 | Трейси Годри     | Карен Куррек       | Ленка Илавска   |
| 2000 | Женевьева Жансон | Трейси Годри       | Анна Уилсон     |
| 2001 | Кимберли Брикнер | Зинаида Стагурская | Маргарет Хэмсли |
| 2002 | Юдит Арндт       | Мирьям Мельхерс    | Сюзанн Юнгског  |